# Torlit pigallat
El torlit pigallat (Burhinus capensis) és una espècie d'ocell de la família dels burrínids (Burhinidae) que habita sabanes i zones arbustives de l'Àfrica subsahariana (a excepció de les zones arborades d'Àfrica central i Occidental) i sud d'Aràbia.